# Cour suprême de justice (Colombie)
Pour les articles homonymes, voir Cour suprême de justice et Cour suprême.
Ne doit pas être confondu avec Cour constitutionnelle (Colombie).
La Cour suprême de justice (espagnol : Corte Suprema de Justicia), est en Colombie la juridiction suprême. Elle fait office de Cour de cassation. Elle siège au palais de justice de Colombie, sur la place Bolívar, à Bogota.
La Cour suprême de justice de Colombie est la plus haute instance de justice de la juridiction ordinaire en Colombie. 
Avant la création de la constitution de 1991 elle possédait, entre autres, les compétences qui sont aujourd’hui du ressort de la Cour Constitutionnelle cependant, avec la création de cet organisme par la carte politique Colombienne, elle reste compétente pour l’exercice de sa fonction principale : être le tribunal supérieur de la juridiction ordinaire. Elle est composée d’un nombre impair de magistrats établit par la loi, ils sont actuellement vingt-trois magistrats (23), élu chacun pour une période de huit (8) ans, par le même groupe des listes de plus de cinq candidats, envoyées par le Conseil supérieur de la magistrature. Ce système d’élection est couramment appelé système de cooptation.
La Cour suprême de justice est le tribunal supérieur de la juridiction ordinaire de Colombie. Ainsi, elle rassemble la jurisprudence national et résout de manière définitive les litiges dont elle a connaissance.
En 2017 son président Francisco Ricaurte est incarcéré, accusé de faire partie d’un réseau de prévarication.

## Chambres de la Cour suprême de justice
Pour obtenir une liste compète de ses fonctions, la Cour suprême de justice se divise en cinq chambres : (Article 16 « Chambres » Modifié par l’article 7 de la loi de 1285 de 2009) Chambres :
- Chambre plénière
- Chambre du gouvernement
- Chambre de cassation pénale : prévue pour neuf magistrats.
- Chambre de cassation civile et agraire : prévue pour sept magistrats.
- Chambre de cassation professionnelle : prévue pour sept magistrats.

En 2013, elle admet pour la première fois une femme en tant que présidente de la Cour suprême de justice, maître Ruth Marina Díaz Rueda.

## Fonctions de la Cour suprême de justice
La Cour suprême de justice est le tribunal supérieur de la juridiction ordinaire. D’après l’article 235 de la Constitution nationale, les compétences de la Cour suprême de justice sont les suivantes :
1. Avoir le rôle de la cour de cassation ou de conciliation.
2. Juger le président de la République ou toute personne qui le remplace ainsi que les magistrats de la Cour suprême de justice, du Conseil d’État et de la Cour constitutionnelle, les membres du Conseil supérieure de la magistrature, et le procureur général du pays, pour tout acte punissable qui leur sont imputés (art. 174 et 175 numéro 2 et 3).
3. Enquêter sur et juger les membres du Congrès.
4. Juger, à la suite d'une accusation du procureur général du pays, des ministres du bureau, du représentant général du pays, du défenseur du peuple, des agents du ministère public devant la Cour, le Conseil de l’État et les tribunaux.
5. Connaître tous les contentieux des agents diplomatiques accrédités devant le gouvernement du pays, pour les cas prévus par le droit international.

## Magistrats
La Cour suprême de justice possède 23 magistrats, élus par le même groupe au sein des listes établies par le Conseil supérieur de la magistrature, chacun pour une période de huit ans. La Cour se compose de trois chambres de cassation : professionnelle, pénale et civile. Elle possède également une chambre plénière. La présidente de la chambre plénière se nomme Margarita Cabello Blanco et le vice-président est Rigoberto Echeverri Bueno. Les Magistrats actuellement présents dans chaque chambre sont les suivants :
Chambre pénale :
- Gustavo Enrique Malo Fernández (président)
- David Leonardo Rodriguez Quijano (vice-président)
- Eugenio Fernández Carlier
- Eyder Patiño Cabrera
- Fernando Alberto Castro Caballero
- José Francisco Acuña Vizcaya.
- José Luis Barceló Camacho.
- Luis Antonio Hernández Barbosa.
- Luís Guillermo Salazar Otero.
- Patricia Salazar Cuellar.

Chambre sociale
- Jorge Luis Quiroz Alemán (président)
- Gerardo Botero Zuluaga (vice-président)
- Clara Cecilia Dueñas Quevedo.
- Fernando Castillo Cadena.
- Jorge Mauricio Burgos Ruiz.
- Luis Gabriel Miranda Buelvas
- Rigoberto Echeverri Bueno.

Chambre civile
- Álvaro Fernando García Restrepo (président)
- Ariel E. Salazar Ramírez (vice-président)
- Margarita Cabello Blanco
- Aroldo Wilson Quiroz Monsalvo
- Luis Alonso Rico Puerta
- Luis Armando Tolosa Villabona

## Conditions nécessaires pour être magistrat à la Cour suprême de justice
Dans la constitution de Colombie, l’article 232 recense les conditions nécessaires pour faire partie en tant que magistrat, des Cours supérieurs, à savoir :
« Pour être magistrat à la Cour constitutionnelle, de la Cour suprême de justice et du Conseil d’État il faut remplir les conditions suivantes :
1. Être né en Colombie et citoyen
2. Être avocat
3. Ne pas avoir été condamné par une décision judiciaire à une peine privative de liberté, sauf pour des délits d’ordre public ou fautif
4. Avoir exercés des fonctions, pendant quinze ans, dans la branche judiciaire ou au ministère public ou avoir exercé, avec une bonne expérience, pendant la même période, le métier d’avocat ou le domaine universitaire dans des disciplines juridiques dans des établissements reconnus officiellement.

Pour être avocat de ses groupes, il n’est pas nécessaire d’avoir suivi un parcours judiciaire.